# Cephalodella teniuseta
Cephalodella teniuseta är en hjuldjursart som först beskrevs av Robert F. Burn 1890.  Cephalodella teniuseta ingår i släktet Cephalodella, och familjen Notommatidae. Arten är reproducerande i Sverige.